# Áurea Maria
Áurea Maria, pseudônimo de Áurea Pereira Martins (Rio de Janeiro, 11 de fevereiro de 1924 - Rio de Janeiro, 26 de novembro de 2020), foi uma pintora e escultora luso-brasileira, membro da Academia Brasileira de Belas Artes (Acadêmica de Grau), membro da Sociedade Nacional de Belas Artes (Lisboa, Portugal) e professora de artes-plásticas. 

## Biografia
Filha de portugueses, Áurea Maria e seu irmão Aurélio nasceram na cidade do Rio de Janeiro, onde residiram até o início da década de 30, quando seus pais regressaram a Lisboa. Entre idas e vindas da família ao Brasil, incentivada pelo pai, começou a desenhar e pintar paisagens e espaços públicos ainda jovem, iniciando em 1949 a sua trajetória profissional com o seu primeiro mestre, o pintor carioca Armando Viana, amigo de Sílvio Pinto e José Pancetti. Posteriormente, buscando aperfeiçoar a sua técnica, Áurea Maria passou a frequentar os ateliês dos artistas portugueses Luís Salvador Júnior e José Maria de Almeida, recebendo forte influência em suas obras - a óleo e aquarela. Inicialmente, foi considerada uma artista acadêmica e realista, tendo o seu trabalho protagonizado por paisagens, flores, naturezas mortas e edificações arquitetônicas.
Em 1953, iniciou os seus estudos em técnicas de gravura em metal com Iberê Camargo, em seu curso recém-inaugurado no Instituto Municipal de Belas Artes, no Rio de Janeiro.
Entre 1970 e 1971 foi bolsista da Fundação Calouste Gulbenkian, em Lisboa, onde ampliou seus conhecimentos em Museologia, Restauração e Artes Decorativas.
Seus trabalhos figuram nos Serviços Culturais da Embaixada de Portugal, no Salão do Brasil na ONU em Nova York (EUA), no Museu de Ovar (Ovar, Portugal), no Arsenal Association (Londres, Reino Unido), no Ministério das Finanças dos Camarões, na Federação Russa de Futebol (Moscou, Rússia) e no Museu Mariano Procópio (Juiz de Fora, Brasil).

## Premiações
- Grau Comendador - Ordem do Mérito das Belas Artes - Academia Brasileira de Belas Artes.
- Comenda da Academia Valenciana de Letras.
- Troféu BANERJ.
- Troféu Independência.
- 1954 - Menção Honrosa (pintura a óleo) - Salão Municipal de Belas Artes (Rio de Janeiro, Brasil).[6]
- 1960 - Medalha de Bronze (pintura a óleo) - LXV Salão Nacional de Belas-Artes - Conselho Nacional de Belas-Artes (Rio de Janeiro, Brasil).
- 1965 - Medalha de Prata (arte decorativa) - X Salão Valenciano de Artes Plásticas - Academia Valenciana de Letras (Valença, Brasil).
- 1967 - Medalha de Bronze (pintura a óleo) - Salão de Maio - Sociedade Brasileira de Belas Artes (Rio de Janeiro, Brasil).
- 1979 - Medalha de Prata (pintura a óleo) - 3º Salão de Arte Sacra de Santa Teresa (Rio de Janeiro, Brasil).

## Exposições individuais
- 1958 - Galeria de Arte Babel (Lisboa, Portugal).
- 1963 - Sociedade Nacional de Belas Artes (Lisboa, Portugal).[7]
- 1963 - Ateneu Comercial (Porto, Portugal).
- 1965 - Clube Caiçaras (Rio de Janeiro, Brasil).
- 1965 - Clube Monte Líbano (Rio de Janeiro, Brasil).
- 1966 - Galeria Eliseu Visconti (Rio de Janeiro, Brasil).
- 1967 - Corredor de Arte (Rio de Janeiro, Brasil).
- 1968 - International Art Gallery (Atlanta, Estados Unidos).
- 1970 - Casino Estoril (Cascais, Portugal).
- 1983 - Biblioteca Regional Annita Porto Martins (Rio de Janeiro, Brasil).
- 1987 - Galeria Requinte (Lisboa, Portugal).
- 1990 - Galeria Alphaville (São Paulo, Brasil).
- 1997 - A Primavera e o Outono - exposição de porcelanas - Espaço Cultural do Aeroporto Internacional do Rio de Janeiro (Rio de Janeiro, Brasil).

## Exposições coletivas
- 1954 - Salão Municipal de Belas Artes (Rio de Janeiro, Brasil).[6]
- 1957 - 53ª Exposição Anual de Pintura a Óleo e Escultura - Sociedade Nacional de Belas Artes (Lisboa, Portugal).[8]
- 1960 - LXV Salão Nacional de Belas-Artes - Conselho Nacional de Belas-Artes (Rio de Janeiro, Brasil).
- 1963 - 59º Salão da Primavera - Sociedade Nacional de Belas Artes (Lisboa, Portugal).[9]
- 1967 - Salão de Maio - Sociedade Brasileira de Belas Artes (Rio de Janeiro, Brasil).
- 1967 - Áurea Maria, Mário Crown e Iara Portugal - Galeria da Churrascaria Gaúcha (Rio de Janeiro, Brasil).
- 1970 - XV Salão da Primavera - Sociedade Nacional de Belas Artes (Lisboa, Portugal).[10]
- 1971 - XVII Salão de Outono - Junta de Turismo da Costa do Sol (Estoril, Portugal).[11]
- 1972 - XVII Salão da Primavera - Junta de Turismo da Costa do Sol (Estoril, Portugal).[12]
- 1972 - XVIII Salão de Outono - Junta de Turismo da Costa do Sol (Estoril, Portugal).[13]
- 1973 - XVIII Salão da Primavera - Junta de Turismo da Costa do Sol (Estoril, Portugal).[14]
- 1973 - XIX Salão de Outono - Junta de Turismo da Costa do Sol (Estoril, Portugal).[15]
- 1973 - 11º Salão de Arte Moderna - Junta de Turismo da Costa do Sol (Estoril, Portugal).[16]
- 1978 - I Encontro das Associações Latino-Americanas de Pintores sobre Porcelana (São Paulo, Brasil).
- 1981 - I Mostra de Artes Plásticas de Artistas Portugueses Radicados no Brasil - Rio-Sheraton Hotel (Rio de Janeiro, Brasil).
- 1981 - 29º Salão de Belas Artes de Piracicaba (Brasil).[17]
- 1984 - Coletiva Moviart - Maria Augusta Galeria de Arte (Rio de Janeiro, Brasil).
- 1985 - Exposição Quatro Amigos 85 - Galeria Jordy (Rio de Janeiro, Brasil).
- 1986 - Mostra de Pratos de Porcelana - Rizza Galeria de Arte (Rio de Janeiro, Brasil).
- 1987 - Coletiva - Rizza Galeria de Arte (Rio de Janeiro, Brasil).
- 1987 - Arte Exposição Brasil Exterior - XII Coletiva - Museu Nacional e Oceanográfico (Rio de Janeiro, Brasil).
- 1991 - Áurea Maria e Maria Pereira - Hotel Nacional (Rio de Janeiro, Brasil).[18]
- 1991 - Vitrine de Arte - Coletiva de Pinturas e Esculturas - Cine-Star Ipanema (Rio de Janeiro, Brasil).
- 1992 - Arte no Nacional - Hotel Nacional (Rio de Janeiro, Brasil).
- 1994 - Arte na Europa - Galeria Europa (Rio de Janeiro, Brasil).
- 1997 - UniversidArte - Universidade Estácio de Sá (Rio de Janeiro, Brasil).
- 2000 - 22 Faces da Arte - Espaço Cultural Via Parque (Rio de Janeiro, Brasil).
- 2017 - Exposição de Artes em Búzios - Academia Brasileira de Belas Artes - Espaço Cultural Zanine (Búzios, Brasil).[19]